# Florian Lechner (Fußballspieler)
Florian Lechner (* 3. März 1981 in Ellwangen) ist ein deutscher ehemaliger Fußballspieler.

## Amateurkarriere
Lechner spielte in der Jugend für den SV Pfahlheim und den SVH Königsbronn, von wo er 1996 zum VfB Stuttgart wechselte. Der Verteidiger durchlief hier die Jugendabteilungen, ehe er 2000 in die Amateurmannschaft aufrückte. In der Regionalliga Süd absolvierte er 66 Spiele für die Schwaben, ehe er den Verein nach der Saison 2003/04 in Richtung St. Pauli verließ. Beim damaligen Nord-Regionalligisten kam Lechner als Stammspieler auf 84 Regionalligaeinsätze bis zu deren Zweitligaaufstieg in der Saison 2006/07.

## Profikarriere
Für Lechner markierte der Aufstieg den Beginn einer langen Leidenszeit, die mit einem komplexen Bruch des Wadenbeins in der Vorbereitung zur Saison 2007/08 begann. Dieser musste „mit sechs normalen und einer langen Schraube am Schienbein sowie einer zusätzlichen Metallplatte fixiert werden“, wie Lechner der Hamburger Morgenpost berichtete.  Wie üblich bestanden die eingesetzten Gegenstände aus Titan – was Lechner zum Verhängnis wurde. Infolge einer unerkannten Titan-Allergie entzündete sich die Knochenhaut des operierten Wadenbeins, erst fünf Monate später wurde die Allergie diagnostiziert und die Schrauben und Platten entfernt. Fehlbelastungen führten im Anschluss zu einer Beckenschiefstellung und Rückenproblemen.
Nachdem er so die komplette erste Zweitligasaison verpasst hatte, strebte Lechner ein Comeback zur Hinrunde der nächsten an – und scheiterte wieder. Ein Fersensporn – eine weitere Folgeverletzung des Wadenbeinbruchs – zog nochmals sechs Monate Pause nach sich.
Am 8. Februar 2009, nach 18 Monaten Verletzungspause und im Alter von 27 Jahren, absolvierte Florian Lechner seinen ersten Profieinsatz, als er beim Spiel des FC St. Pauli gegen die SpVgg Greuther Fürth in der 42. Minute eingewechselt wurde. Im weiteren Saisonverlauf kam er zu zusätzlichen neun Einsätzen, die er allesamt in der Startelf bestritt. In der darauffolgenden Saison 2009/10 gelang den Kiezkickern der Erstligaaufstieg, zu dem Lechner 14 Einsätze beitrug. In der ersten Liga folgten weitere zehn Profieinsätze.
Am 11. Mai 2011 gab der FC St. Pauli nach seinem Erstligaabstieg bekannt, dass Lechners auslaufender Vertrag nicht verlängert werde. Nachdem auch der langjährige Mitspieler und – wie Lechner – Fanliebling Marcel Eger den Verein verlassen musste, von Vereinsseite jedoch auf ein Abschiedsspiel verzichtet wurde, organisierten die beiden Verteidiger gemeinsam mit ihrem ehemaligen Mannschaftskameraden Marvin Braun kurzerhand selbst eines. 4500 Fans verfolgten letztlich das Spektakel, hunderte feierten bis in die Morgenstunden.
Nachdem sich ein schon als perfekt verkündeter Wechsel zu Hajduk Split zerschlug und Lechner aus sportlichen Gründen auf einen Wechsel zum interessierten indonesischen Club PSM Makassar verzichtete,  wurde der Abwehrspieler zur Saison 2011/12 vom Karlsruher SC unter Vertrag genommen.
Florian Lechner ging am 14. März 2012 nach Nordamerika und wechselte in die US-amerikanische Major League Soccer, wo die New England Revolution, die den Zuschlag für die Verpflichtung von Lechner erhielten, die sofortige Verpflichtung des Schwaben bekanntgaben.